# Bathia
Bathia est une commune de la wilaya de Aïn Defla en Algérie.